# Gremsdorf
Gremsdorf là một đô thị thuộc huyện Erlangen-Höchstadt, trong bang Bayern, nước Đức. Đô thị Gremsdorf có diện tích 12,96 km², dân số thời điểm 31 tháng 12 năm 2006 là 1512 người.